# 赤穂真
赤穂 真（あかほ まこと、1971年7月6日 - ）は、神奈川県横浜市出身の元バスケットボール選手である。ポジションはC。背番号50。
妻も日本体育大学の元バスケットボール選手。2014年仁川アジア大会銅メダリストの赤穂さくらは長女、次女は赤穂ひまわり。秋田ノーザンハピネッツの赤穂雷太はひまわりの双子の兄。

## 来歴
相模工大高では3年次に1年後輩の南山真・沖田眞らとともにインターハイ・ウィンターカップでいずれもベスト4に貢献する。
その後、日本体育大学を経て、1994年に住友金属に入社。ルーキーながら主力となり、オールジャパンでベスト5に選ばれる。
翌年のユニバーシアードでは日本代表に選ばれ銀メダルを獲得。
1998年にバスケ部が休部となったため、松下電器へ移籍。
2004年、石川ブルースパークスへ移籍。
2009年引退。

## 経歴
- 相模工大高 - 日本体育大学 - 住友金属（1994年〜1998年） - 松下電器（1998年〜2004年） - 石川ブルースパークス（2004年〜2009年）

## 日本代表歴
- 1995福岡ユニバーシアード

## 受賞歴
- 1995オールジャパンベスト5